# Tess Johnson
Tess Johnson (ur. 19 czerwca 2000) – amerykańska narciarka dowolna, specjalistka w jeździe po muldach.
Po raz pierwszy na arenie międzynarodowej pojawiła się 18 grudnia 2014 roku w Winter Park, gdzie w zawodach FIS Race zajęła ósme miejsce. W 2016 roku wystąpiła na mistrzostwach świata juniorów w Åre, gdzie zdobyła srebrny medal w jeździe po muldach. W Pucharze Świata zadebiutowała 4 lutego 2016 roku w Deer Valley, zajmując 22. miejsce w jeździe po muldach. Tym samym już w swoim debiucie zdobyła pierwsze pucharowe punkty. Pierwsze podium w zawodach tego cyklu wywalczyła 4 marca 2018 roku w Tazawako, gdzie wygrała rywalizację w muldach podwójnych. W zawodach tych wyprzedziła Britteny Cox z Australii i Niemkę Laurę Grasemann. W 2018 roku wystartowała na igrzyskach olimpijskich w Pjongczangu, gdzie zajęła 12. miejsce w jeździe po muldach. Rok później, na mistrzostwach świata w Deer Valley wywalczyła brązowy medal w muldach podwójnych.

## Osiągnięcia

### Igrzyska olimpijskie
| Miejsce | Dzień     | Rok  | Miejscowość | Konkurencja      | Zwyciężczyni    |
| ------- | --------- | ---- | ----------- | ---------------- | --------------- |
| 12.     | 11 lutego | 2018 | Pjongczang  | Jazda po muldach | Perrine Laffont |

### Mistrzostwa świata
| Miejsce | Dzień    | Rok  | Miejscowość | Konkurencja      | Zwyciężczyni        |
| ------- | -------- | ---- | ----------- | ---------------- | ------------------- |
| 12.     | 8 lutego | 2019 | Deer Valley | Jazda po muldach | Julija Gałyszewa    |
| 3.      | 9 lutego | 2019 | Deer Valley | Muldy podwójne   | Perrine Laffont     |
| 11.     | 8 marca  | 2021 | Ałmaty      | Jazda po muldach | Perrine Laffont     |
| 5.      | 9 marca  | 2021 | Ałmaty      | Muldy podwójne   | Anastasija Smirnowa |
| 12.     | 19 marca | 2025 | Engadyna    | Jazda po muldach | Perrine Laffont     |
| 2.      | 21 marca | 2025 | Engadyna    | Muldy podwójne   | Jaelin Kauf         |

### Puchar Świata

#### Miejsca w klasyfikacji generalnej
- sezon 2015/2016: 184.
- sezon 2016/2017: 62.
- sezon 2017/2018: 24.
- sezon 2018/2019: 24.
- sezon 2019/2020: 40.

Od sezonu 2020/2021 klasyfikacja jazdy po muldach jest jednocześnie klasyfikacją generalną.
- sezon 2020/2021: 6.
- sezon 2021/2022: 5.
- sezon 2022/2023: 12.
- sezon 2023/2024: 7.
- sezon 2024/2025: 3.

#### Miejsca na podium w zawodach
1. Tazawako – 4 marca 2018 (muldy podwójne) – 1. miejsce
2. Ruka – 7 grudnia 2018 (jazda po muldach) – 3. miejsce
3. Lake Placid – 18 stycznia 2019 (jazda po muldach) – 3. miejsce
4. Deer Valley – 5 lutego 2021 (muldy podwójne) – 3. miejsce
5. L’Alpe d’Huez – 17 grudnia 2021 (jazda po muldach) – 3. miejsce
6. Mont-Tremblant – 7 stycznia 2022 (jazda po muldach) – 3. miejsce
7. Ałmaty – 17 marca 2023 (jazda po muldach) – 3. miejsce
8. Beihadu – 22 lutego 2025 (muldy podwójne) – 3. miejsce
9. Ałmaty – 28 lutego 2025 (jazda po muldach) – 1. miejsce
10. Livigno – 11 marca 2025 (jazda po muldach) – 3. miejsce